# Élections régionales de 1994 en Sardaigne
Les Élections régionales de 1994 en Sardaigne se sont tenues les 12 et 26 juin 1994, afin d'élire le président et les conseillers de la XIe législature du conseil régional de la région de Sardaigne pour un mandat de cinq ans.

## Contexte
Comme lors des élections nationales trois mois plus tôt, la Sardaigne change elle aussi de mode de scrutin, mettant de côté le scrutin proportionnel, utilisé depuis l'instauration de la République. Cette élection se produit également pendant que le paysage politique italien est en pleine recomposition, à la suite de l'Opération Mains propres. 

## Mode de scrutin
La Sardaigne est la première région à changer son mode de scrutin. Elle opte pour l'élection directe du président par la population, favorisant les coalitions de partis appuyant un candidat. L'élection à la présidence se fait grâce à un scrutin à deux tours. Ceux qui se qualifient pour le second tour se répartissent entre leurs alliances un bloc de 16 sièges, tandis que le reste (64 sièges) est réparti à la proportionnelle, selon les provinces de la région (au nombre de 4), pour un total de 80 sièges, le même que lors de la dernière législature.

### Répartition des sièges
| Provinces                                          | Sièges |
| -------------------------------------------------- | ------ |
| Cagliari                                           | 28     |
| Nuoro                                              | 11     |
| Oristano                                           | 7      |
| Sassari                                            | 18     |
| Listes régionales (dont candidats à la présidence) | 16     |
| Total                                              | 80     |

## Résultats
|                                  |                                  |            |            |                          |            |            |                                          |                                      |               |         |         |               |               |       |
| Présidence                       | Présidence                       | Présidence | Présidence | Présidence               | Présidence | Présidence | Conseil                                  | Conseil                              | Conseil       | Conseil | Conseil | Conseil       | Conseil       | Total |
| 1er tour                         | 1er tour                         | 1er tour   | 1er tour   | 2e tour                  | 2e tour    | 2e tour    | Conseil                                  | Conseil                              | Conseil       | Conseil | Conseil | Conseil       | Conseil       | Total |
| Candidats                        | Candidats                        | Votes      | %          | Votes                    | %          | Élus       | Partis                                   | Partis                               | Votes         | %       | +/-     | Sièges        | +/-           | Total |
|                                  | Federico Palomba (PDS)           | 259 485    | 29,82      | 289 718                  | 42,70      | 8          |                                          | Parti démocrate de la gauche (PDS)   | 168 062       | 18,13   | 5,1     | 13            | 6             |       |
|                                  | Federico Palomba (PDS)           | 259 485    | 29,82      | 289 718                  | 42,70      | 8          | Parti de la refondation communiste (PRC) | 55 156                               | 5,95          | Nv.     | 4       | 4             |               |       |
|                                  | Federico Palomba (PDS)           | 259 485    | 29,82      | 289 718                  | 42,70      | 8          | Lista Sardegna (FD-PSI)                  | 48 404                               | 5,22          | Nv.     | 4       | 4             |               |       |
|                                  | Federico Palomba (PDS)           | 259 485    | 29,82      | 289 718                  | 42,70      | 8          | Liste commune AD-FdV                     | 26 969                               | 2,91          | 1,1     | —       | en stagnation |               |       |
| Total Alliance des progressistes | Total Alliance des progressistes | 259 485    | 29,82      | 289 718                  | 42,70      | 8          | 298 591                                  | 32,22                                | Nv.           | 21      | 21      | 29            |               |       |
|                                  | Ovidio Marras (FI)               | 265 131    | 30,46      | 248 145                  | 36,58      | 6          |                                          | Forza Italia (FI)                    | 194 665       | 21,01   | Nv.     | 14            | 14            |       |
|                                  | Ovidio Marras (FI)               | 265 131    | 30,46      | 248 145                  | 36,58      | 6          | Alliance nationale (AN)                  | 102 594                              | 11,07         | 7,6     | 8       | 5             |               |       |
|                                  | Ovidio Marras (FI)               | 265 131    | 30,46      | 248 145                  | 36,58      | 6          | Centre chrétien-démocrate (CCD)          | 14 240                               | 1,54          | Nv.     | —       | en stagnation |               |       |
| Total Pôle du bon gouvernement   | Total Pôle du bon gouvernement   | 265 131    | 30,46      | 248 145                  | 36,58      | 6          | 311 499                                  | 33,61                                | Nv.           | 22      | 22      | 28            |               |       |
|                                  | Gian Mario Selis (PPI)           | 133 286    | 15,31      | 140 588                  | 20,72      | 2          |                                          | Parti populaire italien (PPI)        | 149 725       | 16,16   | 18,8    | 11            | 18            |       |
|                                  | Gian Mario Selis (PPI)           | 133 286    | 15,31      | 140 588                  | 20,72      | 2          | Parti républicain italien (PRI)          | 8 467                                | 0,91          | 3,0     | —       | 3             |               |       |
| Total Centre                     | Total Centre                     | 133 286    | 15,31      | 140 588                  | 20,72      | 2          | 158 192                                  | 17,07                                | Nv.           | 11      | 11      | 13            |               |       |
|                                  | Massimo Fantola                  | 129 761    | 14,91      |                          |            |            |                                          | Pacte Segni (PS)                     | 85 721        | 9,25    | Nv.     | 6             | 6             | 6     |
|                                  | Pasqualina Crobu                 | 59 277     | 6,81       |                          |            |            |                                          | Parti sarde d’action (PSd'Az)        | 47 000        | 5,07    | 7,5     | 4             | 6             | 4     |
|                                  | Gianfranco Pintore (SNI)         | 23 368     | 2,69       |                          |            |            |                                          | Sardaigne, nation indépendante (SNI) | 10 984        | 1,19    | Nv.     | —             | en stagnation |       |
|                                  | Gianfranco Pintore (SNI)         | 23 368     | 2,69       | Mouvement autonome sarde | 8 106      | 0,87       | Nv.                                      | —                                    | en stagnation |         |         |               |               |       |
|                                  | Gianfranco Pintore (SNI)         | 23 368     | 2,69       | Sardaigne en Europe      | 3 526      | 0,38       | Nv.                                      | —                                    | en stagnation |         |         |               |               |       |
|                                  | Gianfranco Pintore (SNI)         | 23 368     | 2,69       | Ligue sarde              | 2 041      | 0,22       | Nv.                                      | —                                    | en stagnation |         |         |               |               |       |
|                                  | Gianfranco Pintore (SNI)         | 23 368     | 2,69       | Ligue du Nord (LN)       | 1 092      | 0,12       | Nv.                                      | —                                    | en stagnation |         |         |               |               |       |
| Total Autonomistes sardes        | Total Autonomistes sardes        | 23 368     | 2,69       | 25 749                   | 2,78       | Nv.        | 0                                        | en stagnation                        | 0             |         |         |               |               |       |
|                                  |                                  |            |            |                          |            |            |                                          |                                      |               |         |         |               |               |       |
| Total candidats                  | Total candidats                  | 870 308    | 100        | 678 451                  | 100        | 16         | Total partis                             | Total partis                         | 926 752       | 100     | -       | 64            | 16            | 80    |

## Conséquences
Federico Palomba est élu président de la région, mais ses appuis de centre-gauche sont minoritaires au conseil régional. Il réussit à chercher l'appui des forces centristes pendant la durée de la législature.